# 普里切皮利夫卡

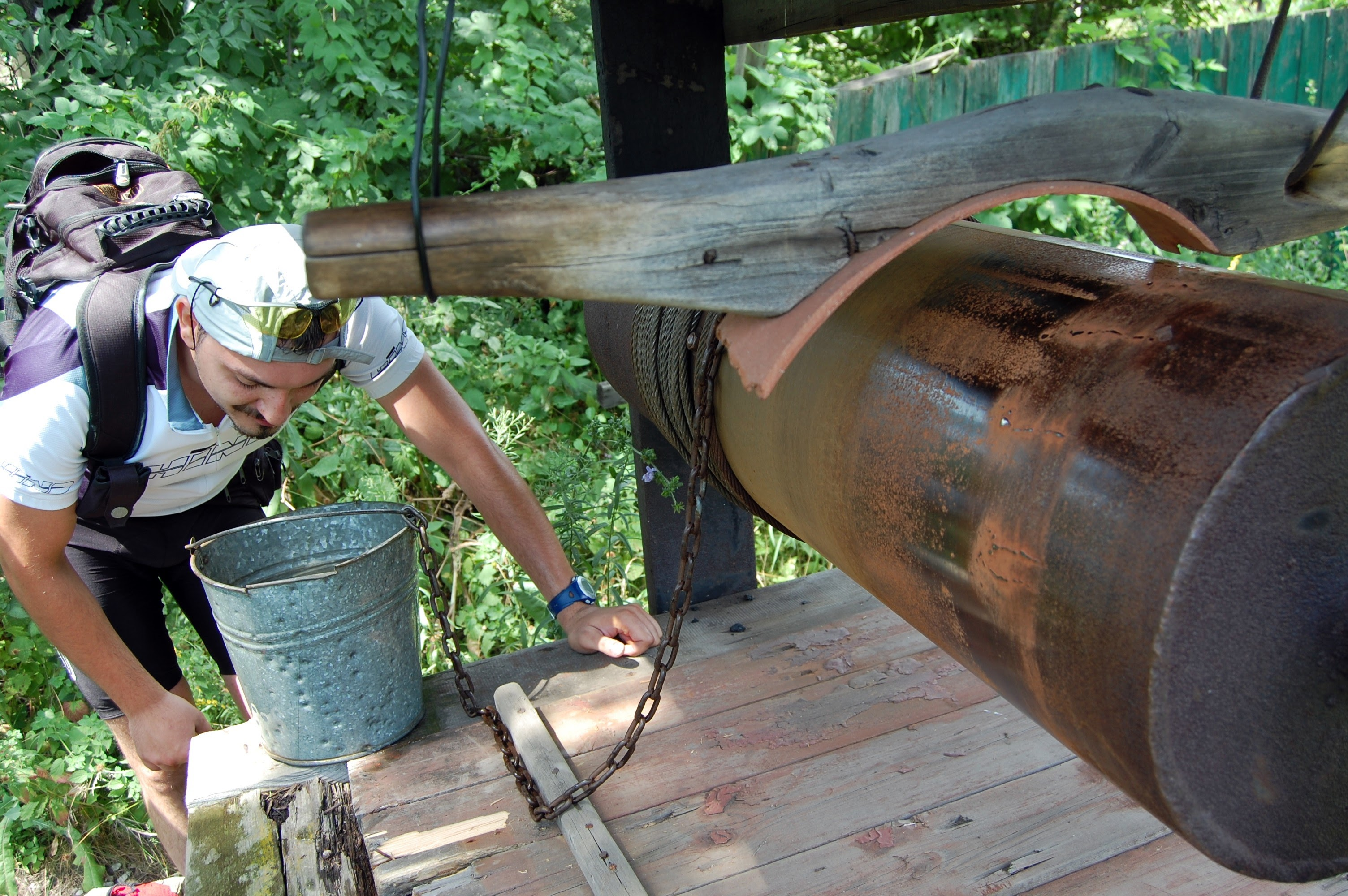

48°45′23″N 38°41′29″E / 48.75639°N 38.69139°E
普里切皮利夫卡（烏克蘭語：Причепилівка）是位於烏克蘭東部的村莊，由盧甘斯克州北顿涅茨克区的希爾斯凱市鎮負責管轄。該村始建於1962年，面積0.15平方公里，海拔高度76米，2001年人口5，人口密度每平方公里33.3人。